# Amata cuprizonata
Amata cuprizonata là một loài bướm đêm thuộc phân họ Arctiinae, họ Erebidae.